# 沃达蒸汽泵站
沃达蒸汽泵站（荷蘭語：ir. D.F. Woudagemaal) 位于荷兰弗里斯兰省塔科塞（Tacozijl）（靠近莱默（Lemmer））。该泵站是目前世界上仍在运行的最大的蒸汽动力泵站。1920年10月7日，女王威廉明娜为该站揭幕。该站被用于自弗里斯兰省泵出多余的水，因为原有的斯塔福伦（Stavoren）的高地蒸汽泵站（J.L. Hooglandgemaal）不堪重负。
1967年，在靠煤运行47年后，该站锅炉被重建以改烧油。
1998年，沃达蒸汽泵站被列入UNESCO世界遗产名录。